# الحرب وقانون البيئة
يمكن أن تلحق الحرب أضرارًا جسيمة بالبيئة، وكثيرًا ما تولي الدول المتحاربة الاهتمام للمتطلبات التشغيلية على حساب المخاوف البيئية طوال فترة الحرب. صُممت بعض القوانين الدولية للحد من هذا الضرر البيئي.
تتسبب الأنشطة العسكرية والحروب بتأثيرات ضارة واضحة على البيئة. تشكل الأسلحة، وتحركات القوات، والألغام الأرضية، وإنشاء المباني وتدميرها، وتدمير الغابات عن طريق إزالة الأوراق أو الاستخدام العسكري العام، وتسميم مصادر المياه، واستهداف الحيوانات بالرصاص للتدريب، واستهلاك الأنواع المهددة بالانقراض بسبب اليأس، أمثلة قليلة على كيفية إلحاق الأذى بالبيئة سواء في زمن الحرب أو زمن السلم (مثل التدريب، وبناء القواعد العسكرية، ونقل الأسلحة). تعد كل من «الأرض المحروقة» و«تسميم البئر» من الأمثلة الكلاسيكية على هذا التأثير، بينما تشمل الأمثلة الحديثة على ذلك إلقاء العراق للنفط وإشعاله في الكويت عام 1990/1991، واستخدام اليورانيوم المنضب في كوسوفو عام 1999، واستخدام متفجرات الوقود الهوائي في أفغانستان منذ عام 2001.
يعالج القانون البيئي الدولي جزئيًا مسألة حماية البيئة أثناء الحروب والأنشطة العسكرية. تتوافر مصادر أخرى في مجالات القانون مثل القانون الدولي العام، وقوانين الحرب، وقانون حقوق الإنسان، والقوانين المحلية لكل دولة متضررة. يركز هذا المقال بشكل رئيسي على البيئة، وبمجرد نشوب نزاع مسلح بين دولتين، تصبح القضية ذات اهتمام دولي، لذا ينصب التركيز هنا على القانون البيئي الدولي الذي يفرض مجلس الأمن التابع للأمم المتحدة تطبيقه.
يجدر الإشارة إلى أن قانون النزاعات المسلحة لم يتطور بالقدر الكافي مقارنة بمجالات أخرى من القانون الدولي، ووحده مجلس الأمن التابع للأمم المتحدة يملك السلطة والاختصاص لتنظيم تطويره وتنفيذه، أو لرصد الالتزام به.